# マックス・ジョーゲンセン
マックス・ジョーゲンセン（Max Jorgensen、2004年9月2日 - ）は、スーパーラグビー・パシフィック、ワラターズに所属するラグビー選手。

## プロフィール
- オーストラリア・シドニー出身[1]。
- ポジションはウィング(WTB)、フルバック(FB)。
- 身長 183cm、体重 88kg
- 父のペーターは元ラグビー選手(オーストラリア代表)[2]。
- オーストラリア代表キャップは0（2024年2月現在）でワールドカップ2023のオーストラリア代表に選ばれた[3]。

## 略歴
2023年、ワラターズに加入。